# Глави держав (фільм)
Глави держав (англ. Heads of State) — американський комедійний бойовик 2025 року режисера Іллі Найшуллера. У головних ролях — Ідріс Ельба, Джон Сіна, Пріянка Чопра, Джек Квейд, Патрік Консідайн, Стівен Рут та Карла Гуджино. Фільм «Глави держав» був випущений у світовому прокаті Amazon MGM Studios через Prime Video 2 липня 2025 року.

## Сюжет
Спільна група агентів MI6 та офіцерів ЦРУ на чолі зі старшим агентом Ноель Біссет переслідує російського торговця зброєю Віктора Градова в Буньолі, Іспанія. Градов перехитрив їх, а його люди вбивають команду Біссет та отримують доступ до «Ешелону», — глобальної програми спостереження, яку використовує розвідувальний альянс Англосфери Five Eyes.
Тим часом прем'єр-міністр Великої Британії Сем Кларк приймає з державним візитом новообраного президента Сполучених Штатів Вілла Деррінджера, колишню зірку бойовиків. Між чоловіками не складаються стосунки і перед пресою спалахнула публічна суперечка, після чого їхні помічники, Квінсі та Бредшоу, запропонували їм разом полетіти на майбутній саміт НАТО в Трієсті на борту Air Force One, щоб представити світові єдиний фронт. Кларк і Деррінджер неохоче погоджуються.
Під час польоту літак Air Force One атакують терористи Градова, які збивають його. Кларку і Деррінджеру вдається втекти за допомогою двох парашутів, але ті залишаються в Білорусі і решта світу вважає їх загиблими. Зрозумівши, що хтось із їхнього близького кола видав їх Градову, двом чоловікам вдається дістатися до Польщі автостопом із привітною білоруською жінкою та знайти притулок у офіцера ЦРУ Марті Комера у Варшаві. Люди Градова на чолі з вбивцями Сашею та Ольгою атакують сховок, і Комера, здавалося б, вбивають. Кларк і Деррінджер тікають за допомогою Біссет, яка пережила напад Градова в Іспанії.
Біссет повідомляє Кларку та Деррінджеру, що саміт НАТО було зірвано через те, що хакер Градова, Хаммонд, проник в Ешелон і оприлюднив файли національної безпеки. Деррінджер також дізнається, що Кларк і Біссет були у стосунках до того, як Кларк вирішив балотуватися на посаду. Троє вирушають поїздом на саміт в Італії, де на них нападає ще один кілер Градова. Хаммонд, втомлений від роботи на Градова, вбиває кілера, але при цьому отримує смертельне поранення. Він доручає трійці піти до його колишнього офісу в Задарі, Хорватія, щоб з'ясувати, хто їх зрадив. Їм вдається знайти старі журнали чатів, які вказують на помічника Деррінджера, — Бредшоу. На них знову нападають вбивці Градова, і Кларк, здається, гине внаслідок вибуху.
Деррінджер і Біссет прибувають до Трієста на саміт, де дізнаються, що справжнім зрадником є віцепрезидентка Елізабет Кірк, яка підставила Бредшоу як хибний слід. Вбивці, що працюють на неї та Градова, переслідують Деррінджера та Біссет через Трієст. Їх врятував Кларк, який вижив після вибуху та приїхав з Хорватії до Італії на пожежній машині. Ольга гине, коли її гранатомет випадково вистрілює під час погоні, і трійця вчасно прибуває на саміт, щоб запобігти розпаду НАТО від рук Кірк. Деррінджер вступає з нею в конфлікт, але ту застрелює Градов, чиї вбивці штурмують саміт. Біссет б'ється і вбиває Сашу, поки Кларк і Деррінджер переслідують Градова, зрештою вбиваючи його, коли Деррінджер кидає статую в його гелікоптер, що призводить до його падіння.
Два місяці по тому відносини в НАТО були відновлені, а Кларк і Деррінджер стали близькими друзями. У сцені після титрів з'ясовується, що Комер вижив під час нападу у Варшаві завдяки металевій пластині в голові, і до нього підходить Біссет, коли він намагається залицятися до жінок у барі.

## Акторський склад
- Джон Сіна в ролі Вілла Деррінджера, президента Сполучених Штатів, відомого своєю попередньою кар'єрою зірки бойовиків.
- Ідріс Ельба в ролі Сема Кларка, прем'єр-міністра Великої Британії та ветерана британської армії.
- Пріянка Чопра в ролі Ноель Біссет, старшого агента MI6, якій доручено захищати Кларка та Деррінджера.
- Джек Квейд в ролі Марті Комера, офіцера ЦРУ та агента резидентури у Варшаві.
- Патрік Консідайн в ролі Віктора Градова, російського торговця зброєю.
- Стівен Рут в ролі Артура Хаммонда, хакера Градова.
- Карла Гуджино в ролі Елізабет Кірк, віце-президентки Сполучених Штатів.
- Сара Найлз[en] в ролі Сімони Бредшоу, голови адміністрації Білого дому.
- Річард Койл[en] в ролі Квінсі Харрінгтона, керівника апарату Даунінг-стріт[en].
- Клер Фостер[en] у ролі Кет Деррінджер, першої леді Сполучених Штатів
- Катріна Дерден[d] у ролі Ольги-кілера, вбивці, яка працює на Гардова
- Олександр Кузнєцов у ролі Саші-кілера, вбивці, який працює на Гардова
- Шарлто Коплі у ролі Томаса «Купа» Купера, офіцера ЦРУ та колеги Біссета
- Адріан Лукіс[en] у ролі Джека Гордона, репортера
- Інгеборга Дапкунайте у ролі білоруської фермерки
- Стівен Крі[en] у ролі агента Крассона, провідного агента Секретної служби президента Деррінджера
- Клаудія Думіт у неназваному камео

## Виробництво
У жовтні 2020 року було оголошено, що Amazon Studios підібрала проєкт, у якому головні ролі візьмуть Ідріс Ельба та Джон Сіна, які раніше разом знімалися у фільмі «Загін самогубців» (2021). Два роки по тому, у жовтні 2022 року, Іллю Найшуллера було найнято режисером фільму. У квітні 2023 року до акторського складу приєдналася Пріянка Чопра. Наступного місяця до акторського складу були додані Патрік Консідайн, Стівен Рут, Карла Гуджино, Джек Квейд, Сара Найлз та Річард Койл.
Зйомки розпочалися в Лондоні у травні 2023 року. Зйомки продовжилися в ліверпульському залі Святого Георгія в червні 2023 року. Пізніше, у липні та серпні, зйомки натури для деяких сцен погоні перемістилися до Трієста. У травні 2024 року додаткові сцени були зняті в Белграді, Сербія.

## Реліз
«Глави держав» вийшов на Prime Video 2 липня 2025 року.

## Сприйняття
На веб-сайті агрегатора рецензій Rotten Tomatoes 71 % зі 102 відгуків критиків є позитивними. Консенсус вебсайту гласить: «Легковажне ставлення „Глав держав“ до геополітики може здатися надто милим, але комедійний союз між Ідрісом Ельбою та Джоном Сіною залишається міцним у цьому блискучому бойовику». Metacritic, який використовує середньозважену оцінку, присвоїв фільму 57 балів зі 100 на основі відгуків 19 критиків, що вказує на «змішані або посередні» відгуки.
Метт Золлер Зайтц з RogerEbert.com поставив фільму дві з половиною зірки з чотирьох і написав: «Загалом, це неймовірно весело, зроблено з достатньою яскравістю, щоб його тонкий сюжет і часом надто легковажний підхід не надто шкодили йому».